# Міжселенна територія Тунгіро-Ольокминського району
Міжселенна територія Тунгі́ро-Ольо́кминського району (рос. Межселенная территория Тунгиро-Олёкминского района) — муніципальне утворення у складі Тунгіро-Ольокминського району Забайкальського краю, Росія.
Згідно із федеральними законами територія напряму підпорядковується районній владі.
Населення міжселенної території становить 167 осіб (2019; 190 у 2010, 295 у 2002).
Станом на 2002 рік існували Гулинський сільський округ (село Гуля), Моклаканський сільський округ (село Моклакан) та Середньоольокминський сільський округ (село Середня Ольокма).

## Склад
До складу міжселенної території входить:
| Населений пункт       | Населення, осіб (2002) | Населення, осіб (2010) |
| --------------------- | ---------------------- | ---------------------- |
| Гуля, село            | 41                     | 35                     |
| Моклакан, село        | 116                    | 71                     |
| Середня Ольокма, село | 138                    | 84                     |